# Oglinzi 2
Oglinzi 2 sau Oglinzi malefice 2 (engleză: Mirrors 2) este un film de groază direct-pe-video din 2010 regizat de Víctor García. Este continuarea filmului din 2008 Oglinzi malefice (Mirrors) regizat de Alexandre Aja.  Ca și primul film din 2008, este o refacere a filmului Geoul sokeuro (2003) regizat de Sung-ho Kim.

## Prezentare
Max Matheson (Nick Stahl) este implicat într-un accident de mașină soldat cu moartea logodnicei sale, Kayla (Jennifer Sipes). Din cauza accidentului, el devine afectat emoțional și este supus unui tratament psihologic efectuat de Dr. Beaumont (Ann Mckenzie), făcând progrese vizibile în legătură cu sentimentul său de vinovăție asupra accidentului. Pentru a-l ajuta pe Max să depășească cu totul evenimentul, tatăl său, Jack Matheson (William Katt), redeschide magazinul Mayflower Department din New Orleans și-l invită pe Max să-l înlocuiască pe agentul de pază, care a renunțat la slujbă în condiții misterioase aparent "dispărut" de la muncă.
Max acceptă slujba iar tatăl său îl prezintă managerului magazinului, Keller Landreaux (Lawrence Turner), cumpărătorului Jenna McCarty (Christy Romano) și adjunctului de la Operațiuni,  Ryan Parker (Jon Michael Davis). Înainte de primul schimb, Max are o viziune a unei femei moarte în oglindă și apoi vede reflecția Jennei, jupuindu-și capul. Între timp, Jenna este omorâtă de propria reflecție, fiind aruncată prin uși de sticlă și decapitată de un ciob de sticlă. Max realizează că poate preconiza morțile în oglinzi. În aceeași noapte, el încearcă să găsească fantoma, dar în loc de asta îi vede reflecția lui Ryan eviscerat. El încearcă să ia legătura cu Ryan, dar nu primește niciun răspuns. Mai târziu, Ryan e omorât în același mod ca cel al reflecției sale....

## Distribuție
- Nick Stahl ca Max Matheson
- Emmanuelle Vaugier ca Elizabeth Reigns
- Christy Romano ca  Jenna McCarty
- Evan Jones ca Henry Schow
- William Katt ca Jack Matheson
- Lawrence Turner ca  Keller Landreaux
- Stephanie Honoré Sanchez ca Eleanor Reigns
- Jon Michael Davis ca  Ryan Parker
- Lance E. Nichols ca Detectiv Huston
- Wayne Pére ca Detectiv Piccirilli
- Jennifer Sipes ca Kayla
- Ann Mckenzie ca Doctor Beaumont

## Producție
Filmările au avut loc din 16 noiembrie până la 18 decembrie 2009, majoritatea acestora în Baton Rouge, Louisiana.